# Erika Mejía
Erika Mejía (nacida en San Pedro Sula, Honduras) es una florista y empresaria, ⁣ CEO de WorldStaff USA y Lovely Roses, ⁣ que ha participado en grandes eventos como Premios lo Nuestro 2018 y 2019, Latin Grammy, ⁣ Premios Juventud y Nuestra Belleza Latina con sus arreglos florales basado en la preservación de rosas.
Conocida como «la florista de los artistas», ⁣ ha realizado trabajos para Thalía, Pitbull, Demi Lovato, Camila Cabello, Luis Fonsi, Anuel AA, entre otros.

## Trayectoria
Mejía emigró a los Estados Unidos el 15 de septiembre, día de independencia en Honduras, en el año 2006 a la edad de 19 años, huyendo de la delincuencia de su país natal. Su madre y su padrastro eran dueños de una compañía de cable. Es así como nace el sobrenombre para Erika y sus hermanos de “los hijos del cable”. Mejía compartió en diversas entrevistas que llegó a Miami con 19 años y solo 200 dólares en el bolsillo.

### WorldStaff USA (2011 - actualidad)
En el nuevo país de residencia, comenzó trabajando en una oficina para una agencia de empleo. Dos años más tarde, al quedar desempleada, consiguió una nueva oportunidad como mesera, después en una floristería, sin embargo, decidió posteriormente emprender en una agencia de empleos donde no le fue bien.
El fracaso de esta agencia de empleo, el trabajo que le generó esa quiebra y los múltiples oficios que debió desempeñar para reunir el capital que le permitiera empezar una nueva agencia unos años después, son algunos de los eventos que Erika Mejía recuerda como detonantes para crear una nueva empresa. Sería en 2011 que WorldStaff USA llegaría, siendo una agencia de empleo ubicada en Miami, que paulatinamente se extendería con ubicaciones en Florida, Nueva York, Nueva Jersey, Texas, Pensilvania, Georgia y Minnesota.
Cuando apenas la nueva agencia de empleo comenzaba a dar frutos, los arreglos de rosas como obsequio no paraban de llegar a la oficina, y con ellos, Erika hacía regalos para otras personas. Un día se decidió y creó el negocio que impulsó su carrera como empresaria: ser florista con arreglos florales que pudiesen perdurar años.

### Lovely Roses (2018 - actualidad)
La primera tienda de Lovely Roses abrió en enero de 2018 en Doral. En mayo abrió la segunda, en Miracle Mile. En 2019, compartió parte de su experiencia emprendedora en tres talleres dictados en la ciudad de Miami. Conocida ahora como «la reina de las rosas», también ha explicado brevemente cómo realizar arreglos florales como los que ella distribuye.
En 2020, Erika lideró una campaña humanitaria para recolectar insumos para las familias en Honduras que fueron afectadas por el Huracán Eta.
En 2021, la empresaria recibió gran abordaje de los medios al proponer que se regalasen flores también en el día del padre, ⁣ afirmando que "las flores no son para un género en específico". En un video publicado en la cuenta oficial de YouTube de Lovely Roses, Mejía registró cómo fue llevar una vez más sus rosas preservadas a la gala de los Grammy Latinos.

## Vida personal
Con Juan Manuel Alonso, también empresario, ⁣ trabaja para Lovely Roses y la agencia de empleos WorldStaff USA. Es madre de dos hijos.

## Participaciones
- 2018: Premios Lo Nuestro
- 2019: Aparición en el vídeo «Secreto» de Anuel AA y Karol G
- 2019: Premios Lo Nuestro
- 2019: Premios Grammy Latinos
- 2020: Premios Grammy Latinos
- 2020: Premios Juventud[26]
- 2021: Premios Grammy Latinos
- 2021: Premios Billboard de la música latina[27]